# Moieciu de Sus
Moieciu de Sus – wieś w Rumunii, w okręgu Braszów, w gminie Moieciu. W 2011 roku liczyła 1001 mieszkańców.